# Суздальський літопис
«Суздальський літопис» (староцерк.-слов. Суздальскаѧ Лѣтопись; рос. Суздальская летопись; англ. Suzdalian Chronicle), також відомий як «Володимиро-Суздальський літопис», «Суздальсько-Володимирський літопис» or «Лаврентіївський-Радзивіллівський-Академічний літопис» (англ. Laurentian–Radziwiłł–Academic Chronicle, LRAC), літопис про Київську Русь. Це одне з кількох продовжень «Повість минулих літ» (ПВЛ).
У строгому сенсі слова, «Суздальський літопис» означає лише відрізок між 1177 і 1203 роками, збережені вихідні тексти якого дуже схожі в чотирьох збережених рукописах: «Лаврентіївський літопис», «Радзивіллівський літопис», «Московський-академічний літопис», і «Літописець Переяславля Суздальського» (ЛПС). У найширшому розумінні «Суздальський літопис» охоплює події з 1111 по 1305 рік, як вони передані в «Лаврентіївському літописі» (найдавніша збережена копія, датована 1377 роком, у стовпчиках 289—437). Літопис розповідає про пізній період Київської Русі, а Лаврентіївський звід, продовжений до 1305 року, фіксує також події наступних руських князівств у ранній період панування Золотої Орди. Він має династичний ухил на користь Юрійовичів і зосереджується на північно-східних князівствах Володимиро-Суздальського, де літопис був складений.

## Текстові свідчення

Північно-східні руські князівства Володимиро-Суздальське та їхні сусіди після Липицька битва (1216)

- «Радзивіллівський літопис» (чи «Кенігсберзький рукопис») містить продовження до 1206 року, засноване на записах міста Володимира на Клязьмі.[6]
- «Московський-академічний літопис[en]» (чи «Академічний літопис/рукопис») містить текст, майже ідентичний тексту «Радзивіллівського літопису» до 1206 року, потім текст, майже ідентичний тексту «Софійського першого літопису[en]» за 1205/1206–1238 роки.[7] Нарешті, з 1238/1240 по 1418 рік у ньому міститься збірка ростовських літописів, що стосуються насамперед подій у Ростові та навколо нього.[6][7]
- «Лаврентіївський літопис» містить окреме продовження до 1305 року, засноване на втраченому Тверському кодексі 1305 року.[8] Копія літопису, знайдена в «Лаврентіївському літописі», має шість відсутніх аркушів: після арк. 169 не вистачає п'яти аркушів про події 6771–6791 (1263—1283) рр.; після арк. 170 не вистачає одного аркуша про події 6796–6802 (1288—1293) рр. Кількість втрачених аркушів оцінюється на основі паралельних текстів із сусідніх літописів. Існує також гіпотеза, що остання лакуна пов'язана не з втратою аркуша, а з пропуском у протографі.[джерело?]
- «Літописець Переяславля Суздальського» (ЛПС) входить до збірки 15-го століття. Він починається з 1139 року і продовжується до 1214 року.[4]

## Зміст
- У «Лаврентіївському літописі», «Суздальський літопис» складається зі стовпців 289—437[9] (всього 148 стовпців, починаючи з арк. 96).
  - Колонки 312—351 (загалом 40 колонок) висвітлюють тривалу боротьбу за київський престол у 1146—1162 роках.[10]
    - Колонки 323—326 охоплюють 1149—1155 роки і присвячені спробам Юрія Долгорукого (за підтримки Андрія Боголюбського) посісти київський престол.[11]
    - У колонці 346, датованій 1155 роком, Андрій викрадає ікону Пресвятої Богородиці з Вишгорода і переносить її до Володимира на Клязьмі.[12]

  - Колонки 351—352 розповідають про суперечку про піст 1164 року в Суздалі.[13]
  - Колонки 354—355 розповідають про Розорення Києва (1169),[14] що «Суздальсько-Володимирський літопис» обґрунтовує насамперед посиланням на суперечку про піст 1164 року в Суздалі.[13]
  - Колонки 367—369 містять короткий панегірик Андрію Боголюбському.[15] (Довгий панегірик Андрію Боголюбському міститься у колонках 580—595 «Київського літопису»).[15]
  - Колонки 409—411 розповідають про спустошливу пожежу 1193 року у Володимирі на Клязьмі, яка знищила значну частину міста.[16] У «Лаврентіївському» тексті тут додається проповідь, яка пояснює вогонь з точки зору гріха і необхідність покаяння перед Богом, що закінчується словом «амінь» (аминь).[17] У «Радзивіллівському літописі» та «Переяславсько-Суздальському літописці» (ПСЛ) відсутня вся проповідь 1193 року; однак обидва літописи згадують слово «амінь» наприкінці запису під 1185 роком, чого немає в «Лаврентіївському» літописі.[17]

- «Повість временних літ» (ПВЛ)
- Звід південної Русі /       «Київський літопис»
- «Суздальський літопис»

- Лаврентіївське продовження «Суздальського літопису»
      «Радзивіллівського» продовження «Суздальського літопису»

- «Галицько-Волинський літопис»
- «Софійський перший літопис»
- Тверський список 1305 року
- втрачені аркуші вцілілих рукописів

## Наукові дослідження

### Композиція
«Лаврентіївський літопис» уклав кілька кодексів володимирських літописів. «Лаврентіївський літопис» був не просто переписаний Нижньогородським монахом Лаврентієм (на замовлення 1377 року, або митрополитом Діонісієм Суздальським, або князем Дмитро Костянтинович суздальсько-нижньоновгородський). Деякі вчені вважають, що весь перший розділ «Володимиро-Суздальського літопису» до 1193 року був написаний протягом 1177—1193 років.
Оскільки «Лаврентіївська» проповідь 1093 р. відсутня у «Радзивіллівському» та ЛПС, які мають «Амінь» під 1185 р. там, де Лаврентіївський не має, ранні дослідники, такі як Шахматов (1902, 1938), Приселков (1940) та Прохоров (1989) припускали, що «Володимирський» літопис був складений у кілька етапів, з двома або трьома можливими редакціями, що мали місце в середині 1170-х років, у 1185 році та/або у 1193 році. Алан Тімберлейк (Alan Timberlake, 2000) перевірив ці гіпотези лінгвістично і знайшов докази існування чотирьох різних сегментів: 1177—1185а, 1185б–1188, 1189—1190 та 1192—1203. Хоча він зміг підтвердити редакторську діяльність у 1185 році, він виявив інші мовні поділи, яких не пропонував жоден попередній дослідник. Він дійшов висновку, що в 1193 році не було ніякої межі, а натомість був безперервний наратив з 1192 по 1203 рік. «Лаврентіївський», «Радзивіллівський» і ЛПС «досить схожі до 1203 року, після чого вони розходяться».
Оригінальним текстом про події 1284—1305 років був втрачений кодекс, складений для великого князя Михайла Ярославича Тверського у 1305 році. Але Лаврентій переробив представлення Юрія Всеволодовича, засновника Нижнього Новгорода, з позитивного на негативне, частково реабілітувавши роль татар. Василь Л. Комарович (1976) дослідив сліди змін всередині рукопису і висунув гіпотезу про відмінності між версією Лаврентія та втраченою версією Тверського літопису.

### Порівняння з «Київським літописом»
Текст «Суздальсько-Володимирського літопису» демонструє сильну схожість з текстом «Київського літопису», що міститься в «Іпатіївському літописі», але також має деякі суттєві відмінності. Польський історик Ярослав Пекенський (1988) зробив наступне порівняння (курсив Пеленського):
| «Київський літопис» | «Суздальсько-Володимирський літопис» |
| --- | --- |
| Того ж року [1155] князь Андрій пішов від батька свого з Вишгорода до Суздаля без дозволу батька свого, і він взяв з Вишгорода ікону Пресвятої Богородиці, яку привезли з Царгорода на одному кораблі з Пирогощі [іконою]. І він поставив її в оправу тридцять гривень золотом за вагою, і срібло, і дорогоцінне каміння, і великі перли. І так прикрасивши [ікону], поставив її у власній церкві Божої Матері у Володимирі. | Того ж року [1155] князь Андрій пішов від батька свого до Суздаля, і він привіз із собою ікону Пресвятої Богородиці, яку привезли з Царгорода на одному кораблі з Пирогощі [іконою]. І він поставив її в оправу тридцять гривень золотом за вагою, і срібло, і дорогоцінне каміння, і великі перли. І так прикрасивши [ікону], поставив її у власній церкві у Володимирі. |

Пеленський зауважив, що «Київський літопис» представив дії Андрія як неналежні та незаконні, тоді як «Суздальсько-Володимирський літопис» не містить жодної подібної згадки. Це відповідає тому, як «Київський літопис» загалом неоднозначно або відкрито критикує правління Андрія, тоді як «Суздальсько-Володимирський літопис» є позитивним і компліментарним щодо його дій.
Френсіс Батлер (Francis Butler, 2012) зауважив, що «Легенда про Гориславу Полоцьку» 1128 року міститься в «Суздальському літописі», а не в «Київському літописі». Проте, обидва є продовженням «Повісті временних літ», яка згадує пов'язану з нею «Легенду про Рогнеду Полоцьку» 980 року.

### Критичне видання
- Лаврентьевская летопись. Полное Собрание Русских Литописей. Т. 1. Ленінгра́д: Видавництво АН СРСР. 1926–1928.